# Малија (Изола)
Малија (словен. Malija, итал. Malio) је насељено место у општини Изола, Обално-крашка регија, Словенија.

## Историја
До територијалне реорганизације у Словенији била је у саставу старе општине Изола.

## Становништво
У попису становништва из 2011. године, Малија је имала 483 становника.
| Број становника према пописима | Број становника према пописима | Број становника према пописима |
| ------------------------------ | ------------------------------ | ------------------------------ |
| 1991                           | 2002                           | 2011                           |
| 321                            | 363                            | 483                            |

Напомена: Године 1997. умањено за део насеља који је проглашен за ново самостално насеље Ножед.